# Сапропель
Сапропе́ль (от греч. σαπρός «гнилой» + πηλός «глина; ил, грязь») — донные отложения пресноводных водоёмов, которые сформировались из отмершей водной растительности, остатков живых организмов, планктона, также частиц почвенного перегноя, содержащие большое количество органических веществ, гумуса (лигниногумусовый комплекс, углеводы, битумы и другие в коллоидном состоянии), а также содержащие не менее 15% минерального вещества. От ила отличается консолидированностью материала.

## Использование

### В медицине
Сапропель (сапропелевая грязь (нативная)) используется в лечебной (физиотерапевтической) практике для аппликаций, разводных ванн для грязелечения. Эффективность действия не показана методами доказательной медицины.

### В сельском хозяйстве

#### В земледелии
В сельском хозяйстве сапропель применяют как удобрение (после промерзания, вода при этом отделяется, структура — сыпучее состояние). Особенно эффективно применение на кислых и лёгких песчаных и супесчаных почвах, а также для увеличения содержания гумуса в почвах (доза под зерновые культуры 30—40 т/га; под овощные, картофель и кормовые корнеплоды — 60—70 т/га), для приготовления компостов.
Применение сапропеля в качестве удобрения улучшает механическую структуру почв, влагопоглотительную и влагоудерживающую способность и аэрацию, даёт увеличение в почве гумуса, активирует почвенные процессы. Сапропелевое удобрение способствует мобилизации почвенного состава, приводит к самоочищению от болезнетворных растений, грибков и вредных микроорганизмов. Минеральная часть сапропелей содержит большое количество микроэлементов, таких как: Co, Mn, Cu, B, Br, Mo, V, Cr, Be, Ni, Ag, Sn, Pb, As, Ba, Sr, Ti, богаты витаминами группы B (B1, B12, B3, B6), E, C, D, P, каротиноидами, многими ферментами, например, каталазами, пероксидазами, редуктазами, протеазами.
Сапропелевые удобрения — уникальный продукт, единственное органическое удобрение, применяемое для коренного улучшения (рекультивации) и санации почвы.

#### В животноводстве
Сапропель, богатый солями кальция, железа, фосфора, без примеси песка и бедной глины, добавляют в рационы сельскохозяйственным животным в качестве минеральной подкормки (свиньям до 1,5 кг, коровам до 1,5 кг, курам 10—15 г в сутки).

## Добыча
Сырой  сапропель добывается подъёмниками со дна водоёмов и проходит специальную подготовку — сушку.
Однако, особенности сапропеля как органического компонента органических минеральных удобрений не позволяли использовать ни один из известных грануляторов без значительной доработки конструкции. В результате появилась так называемая барабанная сушилка-гранулятор.
Сапропель, смешанный тип — очень распространённая ошибочная классификация типа сапропеля. Возникла по аналогии со смешанным типом лесов. Однако, если там термин может быть приемлемым, поскольку в лесу бывает невозможно точно определить соотношение разных пород деревьев, то химический анализ сапропеля позволяет установить преобладающий компонент и соответственно обозначить на типы:
- карбонатный
- кремнеземистый
- органический
- железистый

Существование смешанного типа сапропеля не позволяет потребителю точно определять практическое использование сапропеля.